# Championnat de France amateurs de football 1945-1946
Navigation
CFA 1943-1944 CFA 1946-1947
Le championnat de France amateurs de football 1945-1946 est la 8e édition du championnat de France amateurs, organisé par la Fédération française de football.
La compétition est remportée par l'US Auchel.

## Phase de groupes
Les 15 participants sont les vainqueurs des championnats régionaux (Division d'Honneur). Les vainqueurs régionaux sont répartis en quatre groupes. Les vainqueurs des quatre groupes sont qualifiés pour la phase finale.

### Groupe A
| Rang | Équipe         | Pts | J | G | N | P | Bp | Bc | GA    |
| ---- | -------------- | --- | - | - | - | - | -- | -- | ----- |
| 1    | US Auchel      | 5   | 3 | 2 | 1 | 0 | 9  | 1  | 9     |
| 2    | Stade de Reims | 3   | 3 | 1 | 1 | 1 | 4  | 4  | 1     |
| 3    | US Normande    | 2   | 3 | 1 | 0 | 2 | 2  | 5  | 0,4   |
| 4    | FC Saint-Louis | 2   | 3 | 1 | 0 | 2 | 3  | 8  | 0,375 |

### Groupe B
| Rang | Équipe            | Pts | J | G | N | P | Bp | Bc | GA    |
| ---- | ----------------- | --- | - | - | - | - | -- | -- | ----- |
| 1    | US Cazères        | 6   | 3 | 3 | 0 | 0 | 12 | 4  | 3     |
| 2    | Lyon OU           | 4   | 3 | 2 | 0 | 1 | 8  | 7  | 1,143 |
| 3    | Aiglons Montluçon | 1   | 3 | 0 | 1 | 2 | 6  | 10 | 0,6   |
| 4    | Saint-Gilles      | 1   | 3 | 0 | 1 | 2 | 4  | 9  | 0,444 |

### Groupe C
| Rang | Équipe              | Pts | J | G | N | P | Bp | Bc | GA    |
| ---- | ------------------- | --- | - | - | - | - | -- | -- | ----- |
| 1    | ASF Perreux         | 4   | 3 | 2 | 0 | 1 | 8  | 7  | 1,143 |
| 2    | Chamois niortais FC | 4   | 3 | 2 | 0 | 1 | 5  | 6  | 0,833 |
| 3    | Stade montois       | 3   | 3 | 1 | 1 | 1 | 8  | 6  | 1,333 |
| 4    | SO Cholet           | 1   | 3 | 0 | 1 | 2 | 4  | 6  | 0,667 |

### Groupe D
| Rang | Équipe        | Pts | J | G | N | P | Bp | Bc | GA    |
| ---- | ------------- | --- | - | - | - | - | -- | -- | ----- |
| 1    | CS Le Thillot | 3   | 2 | 1 | 1 | 0 | 4  | 3  | 1,333 |
| 2    | AS Orléans    | 2   | 2 | 1 | 0 | 1 | 5  | 4  | 1,25  |
| 3    | FC Gueugnon   | 1   | 2 | 0 | 1 | 1 | 0  | 2  | 0     |

## Phase finale
|  | Demi-finales            | Demi-finales            | Demi-finales            | Demi-finales            |           |           | Finale                  | Finale                  | Finale                  | Finale                  |
|  |                         |                         |                         |                         |           |           |                         |                         |                         |                         |
|  | 18 mai 1946, Le Perreux | 18 mai 1946, Le Perreux | 18 mai 1946, Le Perreux | 18 mai 1946, Le Perreux |           |           | 9 juin 1946, Saint-Ouen | 9 juin 1946, Saint-Ouen | 9 juin 1946, Saint-Ouen | 9 juin 1946, Saint-Ouen |
|  | US Auchel               | US Auchel               | 3                       | 3                       |           |           | 9 juin 1946, Saint-Ouen | 9 juin 1946, Saint-Ouen | 9 juin 1946, Saint-Ouen | 9 juin 1946, Saint-Ouen |
|  | US Auchel               | US Auchel               | 3                       | 3                       |           |           | 9 juin 1946, Saint-Ouen | 9 juin 1946, Saint-Ouen | 9 juin 1946, Saint-Ouen | 9 juin 1946, Saint-Ouen |
|  | CS Le Thillot           | CS Le Thillot           | 0                       | 0                       |           |           | 9 juin 1946, Saint-Ouen | 9 juin 1946, Saint-Ouen | 9 juin 1946, Saint-Ouen | 9 juin 1946, Saint-Ouen |
|  | CS Le Thillot           | CS Le Thillot           | 0                       | 0                       | US Auchel | US Auchel | 3                       | 3                       |                         |                         |
|  | 19 mai 1946, Orléans    |                         |                         |                         | US Auchel | US Auchel | 3                       | 3                       |                         |                         |
|  |                         |                         | US Cazères              | US Cazères              | 1         | 1         |                         |                         |                         |                         |
|  | US Cazères              | US Cazères              | US Cazères              | US Cazères              | 1         | 1         | 1ap                     | 1ap                     |                         |                         |
|  | US Cazères              | US Cazères              |                         |                         |           |           |                         | 1ap                     |                         |                         |
|  | ASF Perreux             | ASF Perreux             | 0                       | 0                       |           |           |                         |                         |                         |                         |
|  | ASF Perreux             | ASF Perreux             | 0                       | 0                       |           |           |                         |                         |                         |                         |